# John Doe Amsterdam
John Doe Amsterdam is een reclamebureau gevestigd in Amsterdam. John Doe Amsterdam is opgezet door Hein Mevissen en Diederiekje Bok.
John Doe heeft vooral bekendheid gekregen met hun werk voor MTV en hun eigen telefoon. John's Phone die ze hebben ontwikkeld en in de markt gezet.